# Litsea tomentosa
Litsea tomentosa är en lagerväxtart som beskrevs av Carl Ludwig von Blume. Litsea tomentosa ingår i släktet Litsea och familjen lagerväxter. Inga underarter finns listade i Catalogue of Life.